# أنطونيو بيدرو دي بريتو لوبيز
أنطونيو بيدرو دي بريتو لوبيز (23 يوليو 1979 في البرتغال - ) هو لاعب كرة قدم برتغالي في مركز الدفاع. شارك مع منتخب البرتغال تحت 21 سنة لكرة القدم وPortugal national football B team ‏. أما مع النوادي، فقد لعب مع أبولون ليماسول ونادي أيك لارنكا ونادي إيرميس أراديبو ونادي بنفيكا ونادي بيرا مار ونادي سمورة ونادي سيرفيت وLusitano G.C. ‏ وS.L. Benfica B ‏ ونادي فارنزي وأثنيكس أشنة ‏.

## وصلات خارجية
- أنطونيو بيدرو دي بريتو لوبيز على موقع Soccerway.com (الإنجليزية)